# Melezitose
Melezitose ist ein Trisaccharid (Dreifachzucker)  aus zwei Molekülen Glucose sowie einem Molekül Fructose und zählt zu den Kohlenhydraten. Bei Hydrolyse unter milden Bedingungen entsteht Glucose und Turanose, ein Isomer der Saccharose.
Melezitose kommt in verschiedenen Pflanzen und im Honigtau vor, einem zuckerhaltigen Ausscheidungsprodukt verschiedener Schnabelkerfe (Hemiptera), zu denen auch die Blattläuse (Aphidina) gehören. Diese Insekten synthetisieren Melizitose aus Saccharose und Glucose; dadurch verlieren sie weniger Wasser durch Osmose und locken zugleich Ameisen als Beschützer an.

## Geschichte

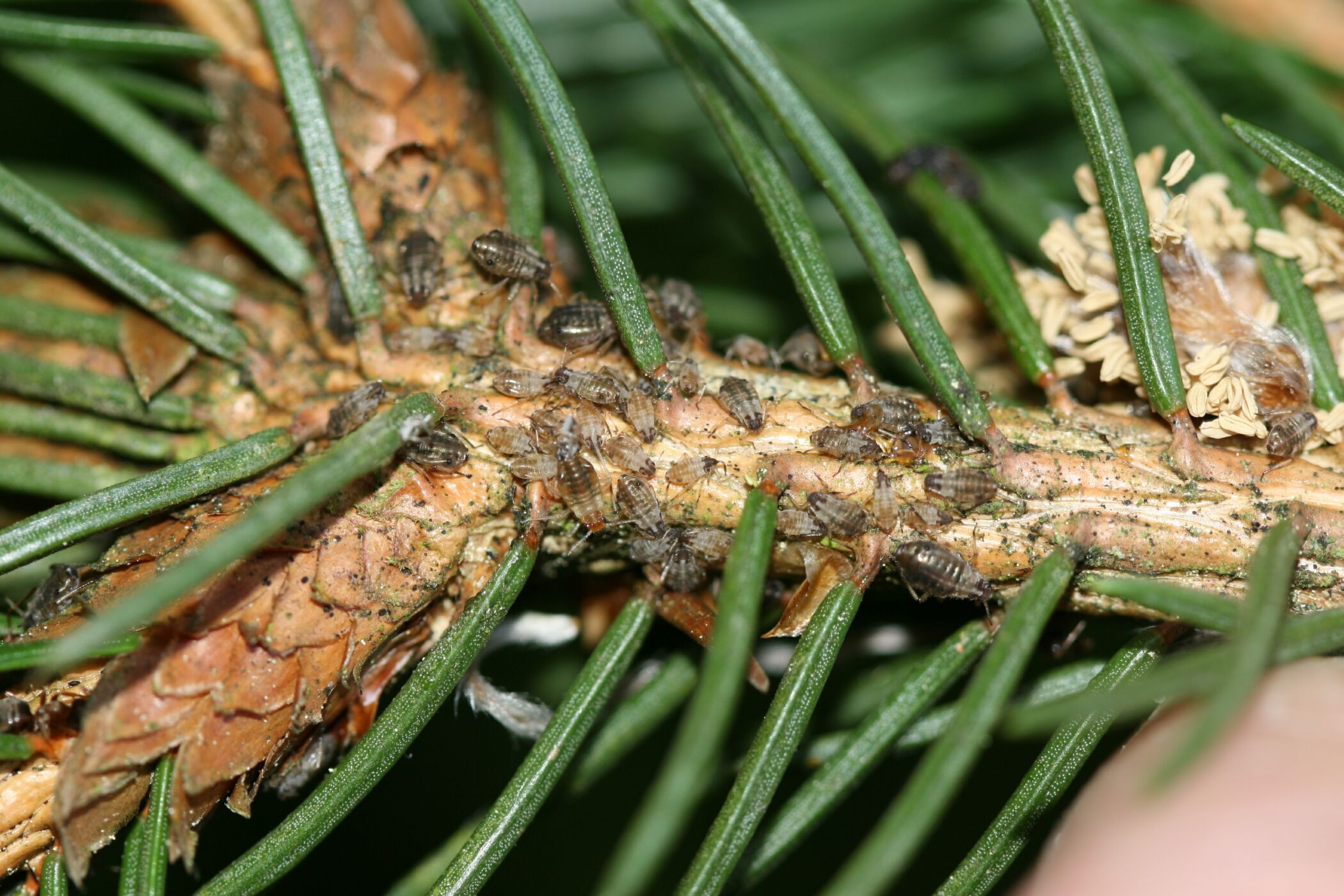
Melezitose erzeugende Rindenläuse auf einem Fichtenzweig

Erstmals fand 1833 Bonastre Melezitose in einem Auszug der Lärche. Der Name wurde vom französischen Wort „mélèze“ für die Lärche abgeleitet. Später wies man den Zucker auch in anderen Pflanzen und 1917 im Honig nach.

## Analytik
Die zuverlässige qualitative und quantitative Bestimmung von Melezitose in verschiedenen Untersuchungsmaterialien setzt eine adäquate Probenvorbereitung voraus. Durch Herstellung der Trimethylsilylderivate ist der Einsatz der Kopplung von Gaschromatographie und Massenspektrometrie möglich. Auch die Kopplung der Liquidchromatographie mit der Massenspektrometrie kann zur Analytik der Trisaccharide eingesetzt werden. Für besondere Fragestellungen können auch TMS-Oximderivate zur Chromatographie verwendet werden.

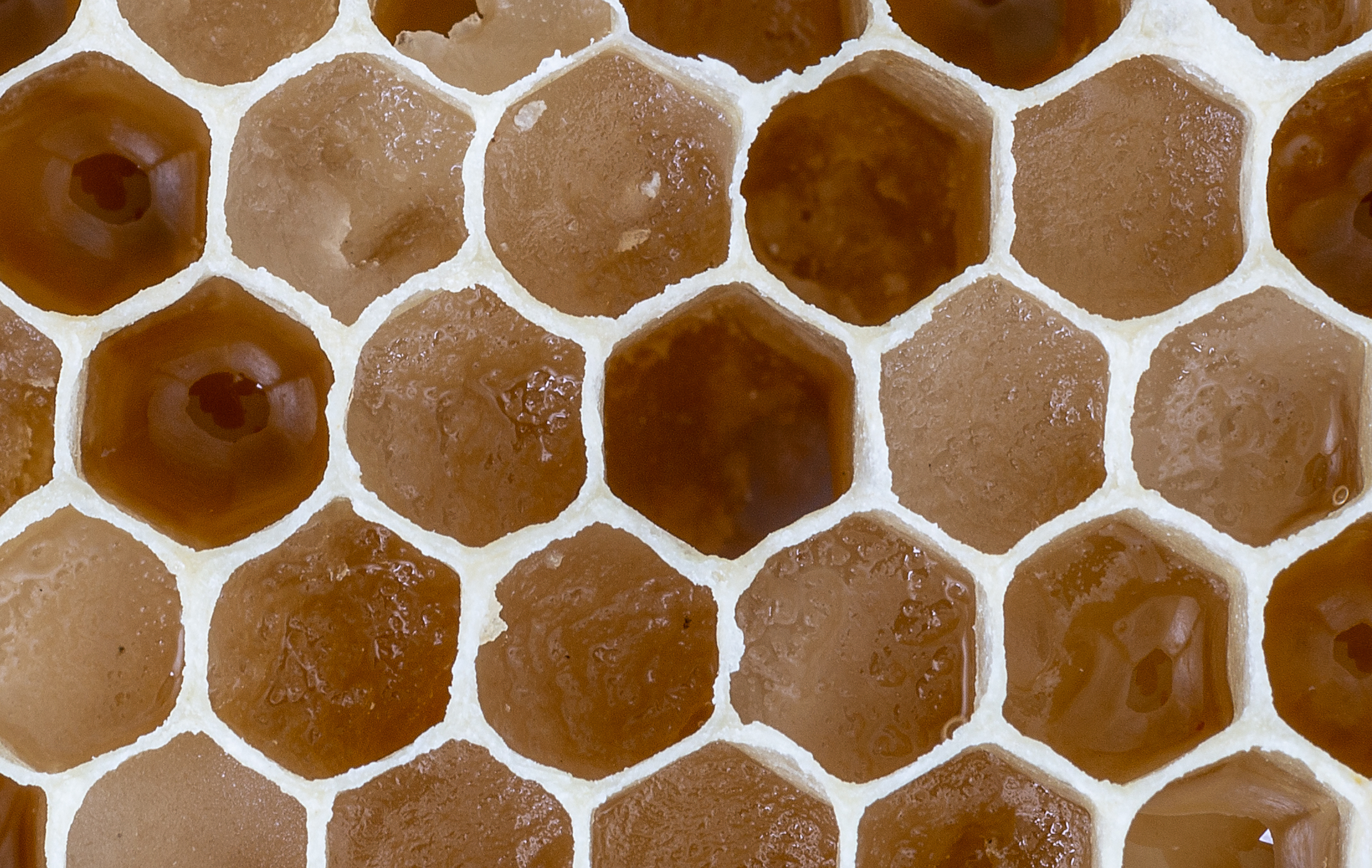
Melezitose in Honigwabe

## Im Honig
Waldhonig, den die Bienen aus Honigtau gewonnen haben, enthält zuweilen viel Melezitose. Überschreitet deren Konzentration etwa 10 %, so kann dieser Honig vom Boden der Wabenzelle her kristallisieren. Dann kann er nicht oder nur schwer ausgeschleudert werden. Er wird Melezitose- oder Zementhonig genannt.
Ein hoher Melezitose-Gehalt im Honigvorrat von Bienenvölkern kann mit starken Völkerverlusten verbunden sein.